# Нагіяр Мірзалієва
Нагіяр Мірзалієва (азерб. Nigar Mirzəliyeva; нар. 28 квітня 2002, Балакен, Азербайджан) — азербайджанська футболістка, захисниця казанського «Рубіна» та національної збірної Азербайджану.

## Клубна кар'єра
Футбольну кар'єру розпочав в «Балхурмі» з рідного міста. Потім виступала за шекінський «Мархал».
У 2021 році перейшла до «Рубіна». У футболці казанського клубу дебютувала 14 березня 2021 року в поєдинку російської Суперліги проти московського «Чертаново».

## Кар'єра в збірній
Виступала дівочій та молодіжній збірній Азербайджану.
З 2020 року захищає кольори національної збірної Азербайджану.